# Wereldkampioenschappen zwemsporten 1978
De derde wereldkampioenschappen zwemsporten vonden plaats van 20 tot 28 augustus 1978 in West-Berlijn (Bondsrepubliek Duitsland). Het kampioenschap, waar naast zwemmen ook synchroonzwemmen, schoonspringen en waterpolo op het programma stonden, telde 828 deelnemers uit 49 landen.

## Podia

### Zwemmen: Mannen
| Onderdeel            | Goud                                                                        | Goud       | Zilver                                                                     | Zilver   | Brons                                                                     | Brons    |
| -------------------- | --------------------------------------------------------------------------- | ---------- | -------------------------------------------------------------------------- | -------- | ------------------------------------------------------------------------- | -------- |
| Vrije slag           |                                                                             |            |                                                                            |          |                                                                           |          |
| 100 m                | David McCagg Verenigde Staten                                               | 50,24      | Jim Montgomery Verenigde Staten                                            | 50,73    | Klaus Steinbach West-Duitsland                                            | 50,59    |
| 200 m                | William Forrester Verenigde Staten                                          | 1.51,02    | Ambrose Gaines Verenigde Staten                                            | 1.51,10  | Sergej Kopljakov Sovjet-Unie                                              | 1.51,33  |
| 400 m                | Vladimir Salnikov Sovjet-Unie                                               | 3.51,94    | Jeff Float Verenigde Staten                                                | 3.53,42  | William Forrester Verenigde Staten                                        | 3.53,97  |
| 1500 m               | Vladimir Salnikov Sovjet-Unie                                               | 15.03,99   | Borut Petrič Joegoslavië                                                   | 15.20,77 | Robert Hackett Verenigde Staten                                           | 15.23,38 |
| Rugslag              |                                                                             |            |                                                                            |          |                                                                           |          |
| 100 m                | Robert Jackson Verenigde Staten                                             | 56,36      | Peter Rocca Verenigde Staten                                               | 56,69    | Rômulo Arantes Brazilië                                                   | 58,01    |
| 200 m                | Jesse Vassallo Verenigde Staten                                             | 2.02,16    | Gary Hurring Nieuw-Zeeland                                                 | 2.03,71  | Zoltán Varraszto Hongarije                                                | 2.03,90  |
| Schoolslag           |                                                                             |            |                                                                            |          |                                                                           |          |
| 100 m                | Walter Kusch West-Duitsland                                                 | 1.03,58    | Graham Smith Canada                                                        | 1.03,60  | Gerald Mörken West-Duitsland                                              | 1.03,62  |
| 200 m                | Nicholas Nevid Verenigde Staten                                             | 2.18,37    | Arsen Miskarov Sovjet-Unie                                                 | 2.18,42  | Walter Kusch West-Duitsland                                               | 2.20,16  |
| Vlinderslag          |                                                                             |            |                                                                            |          |                                                                           |          |
| 100 m                | Joseph Bottom Verenigde Staten                                              | 54,30      | Gregory Jagenburg Verenigde Staten                                         | 55,26    | Pär Arvidsson Zweden                                                      | 55,38    |
| 200 m                | Mike Bruner Verenigde Staten                                                | 1.59,38    | Steven Gregg Verenigde Staten                                              | 1.59,80  | Roger Pyttel Duitse Democratische Republiek                               | 2.01,33  |
| Wisselslag           |                                                                             |            |                                                                            |          |                                                                           |          |
| 200 m                | Graham Smith Canada                                                         | 2.03,65 WR | Jesse Vassallo Verenigde Staten                                            | 2.04,99  | Oleksandr Sydorenko Sovjet-Unie                                           | 2.05,29  |
| 400 m                | Jesse Vassallo Verenigde Staten                                             | 4.20,06 WR | Sergej Fesenko Sovjet-Unie                                                 | 4.22,29  | András Hargitay Hongarije                                                 | 4.27,04  |
| Vrije slag estafette |                                                                             |            |                                                                            |          |                                                                           |          |
| 4×100 m              | Verenigde Staten Jack Babashoff Ambrose Gaines Jim Montgomery David McCagg  | 3.19,74 WR | West-Duitsland Andreas Schmidt Ulrich Temps Peter Knust Klaus Steinbach    | 3.26,65  | Zweden Pelle Holmertz Dan Larsson Per-Ola Quist Per-Alvar Magnusson       | 3.26,95  |
| 4×200 m              | Verenigde Staten Bruce Furniss Bill Forrester Robert Hackett Ambrose Gaines | 7.20,82 WR | Sovjet-Unie Sergej Roesin Andrej Krylov Vladimir Salnikov Sergej Kopljakov | 7.28,41  | West-Duitsland Andreas Schmidt Peter Knust Karsten Lippmann Frank Wenmann | 7.33,29  |
| Wisselslag estafette |                                                                             |            |                                                                            |          |                                                                           |          |
| 4×100 m              | Verenigde Staten Robert Jackson Nicholas Nevid Joe Bottom David McCagg      | 3.44,63    | West-Duitsland Klaus Steinbach Walter Kusch Michael Kraus Andreas Schmidt  | 3.48,58  | Verenigd Koninkrijk Gary Abraham Duncan Goodhew John Mills Martin Smith   | 3.49,58  |

### Zwemmen: Vrouwen
| Onderdeel            | Goud                                                                              | Goud       | Zilver                                                                                     | Zilver  | Brons                                                                        | Brons   |
| -------------------- | --------------------------------------------------------------------------------- | ---------- | ------------------------------------------------------------------------------------------ | ------- | ---------------------------------------------------------------------------- | ------- |
| Vrije slag           |                                                                                   |            |                                                                                            |         |                                                                              |         |
| 100 m                | Barbara Krause Duitse Democratische Republiek                                     | 55,68      | Lene Jenssen Noorwegen                                                                     | 56,62   | Larisa Tsaryova Sovjet-Unie                                                  | 56,85   |
| 200 m                | Cynthia Woodhead Verenigde Staten                                                 | 1.58,53 WR | Barbara Krause Duitse Democratische Republiek                                              | 1.59,78 | Larisa Tsaryova Sovjet-Unie                                                  | 2.01,76 |
| 400 m                | Tracey Wickham Australië                                                          | 4.06,28 WR | Cynthia Woodhead Verenigde Staten                                                          | 4.07,15 | Kimberley Lineham Verenigde Staten                                           | 4.07,73 |
| 800 m                | Tracey Wickham Australië                                                          | 8.24,94    | Cynthia Woodhead Verenigde Staten                                                          | 8.29,35 | Kimberley Lineham Verenigde Staten                                           | 8.32,60 |
| Rugslag              |                                                                                   |            |                                                                                            |         |                                                                              |         |
| 100 m                | Linda Jezek Verenigde Staten                                                      | 1.02,55    | Birgit Treiber Duitse Democratische Republiek                                              | 1.03,18 | Cheryl Gibson Canada                                                         | 1.03,43 |
| 200 m                | Linda Jezek Verenigde Staten                                                      | 2.11,93 WR | Birgit Treiber Duitse Democratische Republiek                                              | 2.14,07 | Cheryl Gibson Canada                                                         | 2.14,23 |
| Schoolslag           |                                                                                   |            |                                                                                            |         |                                                                              |         |
| 100 m                | Joelia Bogdanova Sovjet-Unie                                                      | 1.10,31 WR | Tracy Caulkins Verenigde Staten                                                            | 1.10,77 | Margaret Kelly Verenigd Koninkrijk                                           | 1.11,99 |
| 200 m                | Lina Kačiušytė Sovjet-Unie                                                        | 2.31,42 WR | Joelia Bogdanova Sovjet-Unie                                                               | 2.32,69 | Susanne Nielsson Denemarken                                                  | 2.33,60 |
| Vlinderslag          |                                                                                   |            |                                                                                            |         |                                                                              |         |
| 100 m                | Mary-Joan Pennington Verenigde Staten                                             | 1.00,20    | Andrea Pollack Duitse Democratische Republiek                                              | 1.00,26 | Gwendolyn Quirk Canada                                                       | 1.01,82 |
| 200 m                | Tracy Caulkins Verenigde Staten                                                   | 2.09,87 WR | Nancy Hogshead Verenigde Staten                                                            | 2.11,30 | Andrea Pollack Duitse Democratische Republiek                                | 2.13,63 |
| Wisselslag           |                                                                                   |            |                                                                                            |         |                                                                              |         |
| 200 m                | Tracy Caulkins Verenigde Staten                                                   | 2.14,07 WR | Mary-Joan Pennington Verenigde Staten                                                      | 2.14,98 | Ulrike Tauber Duitse Democratische Republiek                                 | 2.15,99 |
| 400 m                | Tracy Caulkins Verenigde Staten                                                   | 4.40,83    | Ulrike Tauber Duitse Democratische Republiek                                               | 4.47,52 | Petra Schneider Duitse Democratische Republiek                               | 4.48,56 |
| Vrije slag estafette |                                                                                   |            |                                                                                            |         |                                                                              |         |
| 4×100 m              | Verenigde Staten Tracy Caulkins Stephanie Elkins Jill Sterkel Cynthia Woodhead    | 3.43,43 WR | Duitse Democratische Republiek Heinke Witt Karen Mentschuk Barbara Krause Petra Priemer    | 3.47,37 | Canada Gail Amundrud Nancy Garapick Susan Sloan Gwendolyn Quirk              | 3.49,59 |
| Wisselslag estafette |                                                                                   |            |                                                                                            |         |                                                                              |         |
| 4×100 m              | Verenigde Staten Linda Jasek Tracy Caulkins Mary Joan Pennington Cynthia Woodhead | 4.08,21    | Duitse Democratische Republiek Ulrike Treiber Ramona Reinike Andrea Pollack Barbara Krause | 4.09,13 | Sovjet-Unie Jelena Kroeglova Joelia Bogdanova Irina Aksenova Larisa Tsaryova | 4.14,91 |

### Schoonspringen
| Onderdeel | Goud                           | Goud                           | Zilver                                         | Zilver                                         | Brons                              | Brons                              |
| --------- | ------------------------------ | ------------------------------ | ---------------------------------------------- | ---------------------------------------------- | ---------------------------------- | ---------------------------------- |
| Mannen    |                                |                                |                                                |                                                |                                    |                                    |
| 3 meter   | Philip Boggs Verenigde Staten  | Philip Boggs Verenigde Staten  | Falk Hoffmann Duitse Democratische Republiek   | Falk Hoffmann Duitse Democratische Republiek   | Giorgio Cagnotto Italië            | Giorgio Cagnotto Italië            |
| 10 meter  | Greg Louganis Verenigde Staten | Greg Louganis Verenigde Staten | Falk Hoffmann Duitse Democratische Republiek   | Falk Hoffmann Duitse Democratische Republiek   | Vladimir Aleinik Sovjet-Unie       | Vladimir Aleinik Sovjet-Unie       |
| Vrouwen   |                                |                                |                                                |                                                |                                    |                                    |
| 3 meter   | Irina Kalinina Sovjet-Unie     | Irina Kalinina Sovjet-Unie     | Cynthia Potter Verenigde Staten                | Cynthia Potter Verenigde Staten                | Jennifer Chandler Verenigde Staten | Jennifer Chandler Verenigde Staten |
| 10 meter  | Irina Kalinina Sovjet-Unie     | Irina Kalinina Sovjet-Unie     | Martina Jäschke Duitse Democratische Republiek | Martina Jäschke Duitse Democratische Republiek | Martha Briley Verenigde Staten     | Martha Briley Verenigde Staten     |

### Synchroonzwemmen
| Onderdeel        | Goud                                     | Goud                                     | Zilver                                | Zilver                                | Brons                                        | Brons                                        |
| ---------------- | ---------------------------------------- | ---------------------------------------- | ------------------------------------- | ------------------------------------- | -------------------------------------------- | -------------------------------------------- |
| Synchroonzwemmen |                                          |                                          |                                       |                                       |                                              |                                              |
| Solo             | Helen Vanderburg Canada                  | Helen Vanderburg Canada                  | Pamela Tyron Verenigde Staten         | Pamela Tyron Verenigde Staten         | Yasuko Unezaki Japan                         | Yasuko Unezaki Japan                         |
| Duet             | Michele Caulkins Helen Vanderburg Canada | Michele Caulkins Helen Vanderburg Canada | Masako Fujiwara Yasuko Fujiwara Japan | Masako Fujiwara Yasuko Fujiwara Japan | Pamela Tyron Michele Barone Verenigde Staten | Pamela Tyron Michele Barone Verenigde Staten |
| Team             | Verenigde Staten                         | Verenigde Staten                         | Japan                                 | Japan                                 | Canada                                       | Canada                                       |

### Waterpolo
| Onderdeel | Goud   | Goud   | Zilver    | Zilver    | Brons       | Brons       |
| --------- | ------ | ------ | --------- | --------- | ----------- | ----------- |
| Mannen    |        |        |           |           |             |             |
| Team      | Italië | Italië | Hongarije | Hongarije | Joegoslavië | Joegoslavië |

## Medaillespiegel
| Plaats | Land                           | Goud | Zilver | Brons | Totaal |
| ------ | ------------------------------ | ---- | ------ | ----- | ------ |
| 1      | Verenigde Staten               | 23   | 14     | 7     | 44     |
| 2      | Sovjet-Unie                    | 6    | 4      | 6     | 16     |
| 3      | Canada                         | 3    | 1      | 5     | 9      |
| 4      | Australië                      | 2    | 0      | 0     | 2      |
| 5      | Duitse Democratische Republiek | 1    | 10     | 4     | 15     |
| 6      | West-Duitsland                 | 1    | 2      | 4     | 7      |
| 7      | Italië                         | 1    | 0      | 1     | 2      |
| 8      | Japan                          | 0    | 2      | 1     | 3      |
| 9      | Hongarije                      | 0    | 1      | 2     | 3      |
| 10     | Joegoslavië                    | 0    | 1      | 1     | 2      |
| 11     | Noorwegen                      | 0    | 1      | 0     | 1      |
| 11     | Nieuw-Zeeland                  | 0    | 1      | 0     | 1      |
| 13     | Verenigd Koninkrijk            | 0    | 0      | 2     | 2      |
| 13     | Zweden                         | 0    | 0      | 2     | 2      |
| 15     | Brazilië                       | 0    | 0      | 1     | 1      |
| 15     | Denemarken                     | 0    | 0      | 1     | 1      |
| Totaal | Totaal                         | 37   | 37     | 37    | 111    |

Langebaan (50 meter):

mannen · vrouwen

Belgrado 1973 · 
Cali 1975 · 
West-Berlijn 1978 · 
Guayaquil 1982 · 
Madrid 1986 · 
Perth 1991 · 
Rome 1994 · 
Perth 1998 · 
Fukuoka 2001 · 
Barcelona 2003 · 
Montréal 2005 · 
Melbourne 2007 · 
Rome 2009 · 
Shanghai 2011 · 
Barcelona 2013 · 
Kazan 2015 · 
Boedapest 2017 ·
Gwangju 2019 · 
Boedapest 2022 · 
Fukuoka 2023 · 
Doha 2024 · 
Singapore 2025

Kortebaan (25 meter): 

Palma de Mallorca 1993 · 
Rio de Janeiro 1995 · 
Gotenburg 1997 · 
Hongkong 1999 · 
Athene 2000 · 
Moskou 2002 · 
Indianapolis 2004 · 
Shanghai 2006 · 
Manchester 2008 · 
Dubai 2010 · 
Istanboel 2012 · 
Doha 2014 · 
Windsor 2016 · 
Hangzhou 2018 · 
Abu Dhabi 2021 · 
Melbourne 2022 · 
Boedapest 2024